# Eugeniusz Nowak (inżynier)
Eugeniusz Michał Nowak – polski inżynier, profesor nauk wojskowych.

## Życiorys
W 1990 r. uzyskał tytuł profesora nauk wojskowych. Został zatrudniony na stanowisku profesora zwyczajnego w Instytucie Logistyki na Wydziale Zarządzania i Dowodzenia Akademii Obrony Narodowej.
Jest profesorem w Wyższej Szkole Bezpieczeństwa Publicznego i Indywidualnego „Apeiron” w Krakowie.